# Michiel Huisman
Michiel Huisman (holland kiejtéssel: [miˈɣil ˈɦœysmɑn]) (Amstelveen, 1981. július 18. –) holland színész, zenész, énekes-dalszerző.

## Élete és pályafutása
Pályafutását holland televíziós sorozatokban kezdte, majd a 2000-es évektől filmekben is szerepeket kapott (például a 2006-os Fekete Könyv című thrillerben). Nemzetközi színészi tapasztalatot 2006-ban szerzett a Dalziel and Pascoe című brit televíziós sorozatban. Ezt később olyan, világszerte ismert filmek követték, mint az Az ifjú Viktória királynő (2009), a Z világháború (2013), a Vadon (2014), A meghívás (2015) és az Adaline varázslatos élete (2016).
Olyan televíziós sorozatokban tűnt fel, mint a Treme (2010–2013) és a Trónok harca – utóbbiban 2014 és 2016 között Daario Naharist alakította. Visszatérő szerepekben volt látható a Nashville (2012–2014) és a Sötét árvák (2014–2015) című sorozatokban is.

## Filmográfia

### Film
| Év   | Magyar cím                           | Eredeti cím                                       | Szerep            | Magyar hang     |
| ---- | ------------------------------------ | ------------------------------------------------- | ----------------- | --------------- |
| 2001 |                                      | Costa!                                            | Bart              |                 |
| 2002 |                                      | Exit (rövidfilm)                                  | Renate barátja    |                 |
| 2002 |                                      | Full Moon Party / Volle maan                      | Bobbie            |                 |
| 2003 |                                      | Phileine zegt sorry                               | Max               |                 |
| 2004 |                                      | Floris                                            | Floris            |                 |
| 2005 |                                      | Johan                                             | Johan Dros        |                 |
| 2006 | Fekete Könyv                         | Black Book / Zwartboek                            | Rob               | Markovics Tamás |
| 2007 |                                      | Funny Dewdrop (rövidfilm)                         | Orpheus           |                 |
| 2009 | Bevetetlen ágyak                     | Unmade Beds                                       | X Ray Man         |                 |
| 2009 | Az ifjú Viktória királynő            | The Young Victoria                                | Ernest herceg     | Markovics Tamás |
| 2009 |                                      | Winterland                                        | Francis Young     |                 |
| 2010 |                                      | First Mission                                     | Wout              |                 |
| 2013 | Z világháború                        | World War Z                                       | Ellis             | Zöld Csaba      |
| 2013 |                                      | The Woman in the Dress (rövidfilm)                | Tom               |                 |
| 2014 | Vadon                                | Wild                                              | Jonathan          | Szatory Dávid   |
| 2015 | A meghívás                           | The Invitation                                    | David             |                 |
| 2015 | Adaline varázslatos élete            | The Age of Adaline                                | Ellis Jones       | Varga Gábor     |
| 2017 | Az oszmán hadnagy                    | The Ottoman Lieutenant                            | İsmail            |                 |
| 2017 |                                      | 2:22                                              | Dylan Branson     |                 |
| 2017 |                                      | Indian Horse                                      | Gaston atya       |                 |
| 2018 |                                      | Irreplaceable You                                 | Sam               |                 |
| 2018 | Krumplihéjpite Irodalmi Társaság     | The Guernsey Literary and Potato Peel Pie Society | Dawsey Adams      |                 |
| 2018 |                                      | State Like Sleep                                  | Stefan Delvoe     |                 |
| 2019 | Vörös-tenger búvárparadicsom         | The Red Sea Diving Resort                         | Jacob "Jake" Wolf |                 |
| 2019 | A másik bárány                       | The Other Lamb                                    | Shepherd          |                 |
| 2019 |                                      | The Last Right                                    | Daniel Murphy     |                 |
| 2021 | Kate                                 | Kate                                              | Stephen           | Varga Gábor     |
| 2021 | A fiú, akit Karácsonynak hívnak      | A Boy Called Christmas                            | Joel              | Pál András      |
| 2023 | Rebel Moon – 1. rész: A tűz gyermeke | Rebel Moon                                        | Gunnar            | Simon Kornél    |
| 2024 | Rebel Moon – 2. rész: A sebejtő      | Rebel Moon – Part Two: The Scargiver              | Gunnar            |                 |

## Fordítás
- Ez a szócikk részben vagy egészben  a   Michiel Huisman című angol Wikipédia-szócikk ezen változatának fordításán alapul.  Az eredeti cikk szerkesztőit annak laptörténete sorolja fel. Ez a jelzés csupán a megfogalmazás eredetét és a szerzői jogokat jelzi, nem szolgál a cikkben szereplő információk forrásmegjelöléseként.